# Geghanist (Ararat)
Geghanist (in armeno Գեղանիստ?, fino al 1948 Kolkat, in passato Gëygmbet e Getapnia) è un comune dell'Armenia di 2 304 abitanti (2008) della provincia di Ararat.